# Splatoon (manga)
Splatoon est un manga écrit et dessiné par Sankichi Hinodeya, adapté de la franchise de jeux vidéo du même nom de Nintendo. Il est publié entre le 15 février 2016 et le 14 novembre 2021 dans le magazine Monthly CoroCoro Comic, puis publié et édité en volumes par Shogakukan. Seize tomes sont sortis au Japon. La version française est publiée depuis le 4 octobre 2016 par Soleil Manga,, avec une traduction de Florent Gorges. Aux États-Unis, le manga est traduit par Viz Media depuis décembre 2017.
Une suite intitulée Splatoon - La Contrée Clabousse (Splatoon Bankara!) est publiée depuis septembre 2022.

## Synopsis
Le manga raconte l'histoire des Inklings nommés Little Mask, M. Binoclard, Miss Bonnet et Miss Casque, soit la « Blue Team » qui a la réputation d'être une bande d'idiots et de perdants. Malgré cette réputation, grâce à leur esprit d'équipe, ils comptent bien battre les joueurs de guerres de territoires les plus forts.

## Univers
Le manga se déroule initialement à la place de Chromapolis où vivent des êtres mi-hommes mi-calamars appelés Inklings qui aiment jouer au jeu des guerres de territoires entre eux. L’action se déroule au Square de Chromapolis jusqu’au tome 3, puis les événements du manga prennent place à Inkopolis Square à partir du tome 4. Depuis le tome 17, le manga se déroule à la Cité Clabousse et propose du contenu inspiré de Splatoon 3,.

## Personnages

### Personnages principaux
- Little Mask : Little Mask est un garçon inkling très maladroit, drôle, énergique, optimiste. Il a aussi un très bon esprit d'équipe. Il est très optimiste et il aime s'amuser. Il est tête-en-l'air, tellement qu'il oublie souvent de s'habiller quand il n'est plus sous sa forme de calamar, ou qu'il oublie de changer de pantalon quand celui-ci est abîmé. Il est alors souvent représenté nu avec un Calamar censurant son entre-jambe. Ceci est un gag récurrent dans la série. Il est très gourmand et aime beaucoup manger des prunes salées et des nouilles. Dans le tome 1, il est dit qu'il bouge tellement en dormant qu'on le retrouve souvent hors de son lit. Il porte un anorak encrifugé, des lunettes d'aviateur et des chaussures héroïques. Il a comme arme un liquidateur.

- Miss Bonnet : Miss Bonnet est une fille inkling (ressemblant beaucoup à Little Mask), très joyeuse, rieuse, optimiste. Elle adore s'amuser et n'est jamais triste. Elle rigole tout le temps même aux moments les plus difficiles. Dans le tome 2, ses coéquipiers disent ne l'avoir jamais vue sans rigoler. Elle porte un bonnet à pompon, un sweat zippé vert et des anguilles violettes ; elle a comme arme le seauceur. Dans la new blue team, sa coiffure a changé pour la coiffure au carré de Splatoon 2 depuis le tome 3.

- Mr Binoclard : M. Binoclard est un garçon inkling qui est optimiste et qui a un très bon esprit d'équipe, comme tous ses coéquipiers. Il a tendance à s'énerver et à stresser. Il se dispute souvent avec Little Mask, parfois pour des stupidités. Il n'aime pas quand Little Mask n'a pas ses habits et il se demande s'il ne le provoque pas par moments. Il est quand même un peu étourdi comme quand il laisse sa braguette ouverte ou qu'il confond Little Mask avec une arme. Cependant, comme tous ses amis, il aime s'amuser et aime jouer en équipe. Il porte des lunettes rétros, une chemise et une cravate et des chaussures prune. Il a comme arme l'épinceau brosse.

- Miss Casque : Miss Casque est une fille inkling (ressemblant à M. Binoclard) qui a aussi les qualités de ses trois amis : l'optimiste, l'esprit d'équipe et l'amusement. Elle a le trac et a assez peur avant une compétition. Elle déteste aussi quand Little Mask oublie de s'habiller et n'hésite pas à le gifler. Elle porte un casque pro, un maillot de basket et des bottes sécurité rouges. Elle a comme arme le décap'express alpha.

- Rider : Rider est l'un des joueurs S+. Il est très fort et prend soin de ses armes. Au début du tome 1, il est égoïste et il traite ses coéquipiers comme des larbins, il dit qu'« un seul leader suffit pour gagner ». Il pense que sans un esprit d'équipe, on peut gagner, jusqu'au moment où il rencontre l'équipe bleue et perd contre eux à cause de son manque de coopération. Il apprend donc qu'on ne peut pas gagner sans une vraie équipe soudée et décide de former une réelle équipe. Dans le tome 2, Rider devient l’entraîneur de l'équipe bleue, et dans le tome 3, il aide Little Mask à vaincre les octariens. Il porte un blouson en cuir noir et des bottes octaling. Il a comme arme un dynamo rouleau tesla.

### Personnages secondaires
- Glove : Ce personnage apparait pour la première fois dans le tome 3, il est L'Inkling Boy emblématique du jeu Splatoon 2 qui est aussi l'amiibo du jeu. Il apparait pour la première fois en voulant prêter son liquidateur à Little Mask, qui est en fait une nouvelle sorte de liquidateur. Il est assez frimeur et aime plus que tout sa coiffure  ; il devient fou quand on lui coupe une mèche de ses précieux cheveux, il est dit qu'il passe des heures à se coiffer le matin. Il fait découvrir de nombreuses nouveautés aux héros, comme le double-encreur et le Inkopolis Square (Square de Chromapolis). Il fait aussi découvrir une certaine compétition dans laquelle nos héros vont devoir battre des adversaires assez coriaces. Il porte un t-shirt noir et un casque "Emperor Hook HDP" et des chaussures "Aeromesh Yellow".

- Les Calamazones : Nommées Ayo et Oly ce sont les chanteuses et les idoles de Chromapolis, elles présentent les stages et elles expliquent les bonnes stratégies à adopter sur les divers stages. Elles expliquent aussi les règles du jeu. Ayo et Oly sont aussi les commentatrices des matchs. Dans le tome 3 elles se révèlent être d'autres agents travaillant pour leur grand-père : l'amiral MaCalamar. Elles sont habillées différemment, Ayo porte un bonnet et un gilet long, un T-shirt usé et des lunettes de soleil et Oly porte une casquette Filet Cubic de côté et un blouson léger.

- L'amiral MaCalamar : Il est le grand père d'Ayo et Oly, il est assez tête en l'air, il aime se comporter comme un jeune. Il a participé à la Grande Guerre de territoire dans sa jeunesse, et dirigeait l'Escadron Espadon. Dans le manga, celui-ci dirige l'Escadron Espadon nouvelle version, constitué de quatre membres : Ayo (n°1), Oly (n°2), Little Mask et Rider (n°3) et Grand Huit.

- Grand Huit (Numéro 8) : C'est un Octaling qui a perdu la mémoire que Little Mask et l'amiral Macalamar rencontre dans le métro Abyssal. Lui et la Blue Team passent des épreuves pour rejoindre la surface. À la fin, lui et ses amis Octalings s'installent à Chromapolis.

- Tridenfer : Nommées Pascal, Angie et Raimi, ce sont les idoles de la Cité Clabousse.

## Manga

### Fiche technique
- Édition japonaise : Shogakukan
  - Auteur : Sankichi Hinodeya
  - Nombre de volumes sortis : 16 + 5 (en cours)
  - Date de première publication : 15 février 2016
  - Pré-publication : Monthly CoroCoro Comic
- Édition francophone : Soleil Manga
  - Traduction en français : Florent Gorges (jusqu'au tome 16)
  - Nombre de volumes sortis : 16 + 4 (en cours)
  - Date de première publication : 4 octobre 2017
  - Format : 130 mm × 180 mm

### Splatoon
| no | Japonais         | Japonais          | Français          | Français          |
| no | Date de sortie   | ISBN              | Date de sortie    | ISBN              |
| -- | ---------------- | ----------------- | ----------------- | ----------------- |
| 1  | 28 juillet 2016  | 978-4-09-142215-6 | 4 octobre 2017    | 978-2-30206-455-3 |
| 2  | 27 janvier 2017  | 978-4-09-142289-7 | 7 mars 2018       | 978-2-30206-456-0 |
| 3  | 23 juin 2017     | 978-4-09-142413-6 | 4 juillet 2018    | 978-2-30207-003-5 |
| 4  | 27 octobre 2017  | 978-4-09-142494-5 | 14 novembre 2018  | 978-2-30207-272-5 |
| 5  | 28 février 2018  | 978-4-09-142623-9 | 6 mars 2019       | 978-2-30207-567-2 |
| 6  | 27 juillet 2018  | 978-4-09-142729-8 | 3 juillet 2019    | 978-2-30207-677-8 |
| 7  | 28 novembre 2018 | 978-4-09-142807-3 | 6 novembre 2019   | 978-2-302-07922-9 |
| 8  | 28 février 2019  | 978-4-09-142866-0 | 11 mars 2020      | 978-2-302-08194-9 |
| 9  | 28 juin 2019     | 978-4-09-143040-3 | 2 septembre 2020  | 978-2-302-08361-5 |
| 10 | 28 octobre 2019  | 978-4-09-143083-0 | 2 décembre 2020   | 978-2-302-09201-3 |
| 11 | 27 mars 2020     | 978-4-09-143144-8 | 24 mars 2021      | 978-2-302-09280-8 |
| 12 | 28 juillet 2020  | 978-4-09-143214-8 | 30 juin 2021      | 978-2-302-09298-3 |
| 13 | 26 novembre 2020 | 978-4-09-143244-5 | 17 novembre 2021  | 978-2-302-09477-2 |
| 14 | 28 avril 2021    | 978-4-09-143292-6 | 9 mars 2022       | 978-2-302-09626-4 |
| 15 | 27 août 2021     | 978-4-09-143315-2 | 22 juin 2022      | 978-2-302-09743-8 |
| 16 | 27 janvier 2022  | 978-4-09-143379-4 | 14 septembre 2022 | 978-2-302-09835-0 |

### Splatoon - La Contrée Clabousse
| no | Japonais         | Japonais          | Français        | Français          |
| no | Date de sortie   | ISBN              | Date de sortie  | ISBN              |
| -- | ---------------- | ----------------- | --------------- | ----------------- |
| 1  | 27 janvier 2023  | 978-4-09-143571-2 | 7 juin 2023     | 978-2-302-10132-6 |
| 2  | 28 juin 2023     | 978-4-09-143611-5 | 6 décembre 2023 | 978-2-302-10211-8 |
| 3  | 28 novembre 2023 | 978-4-09-143659-7 | 19 juin 2024    | 978-2-302-10372-6 |
| 4  | 26 avril 2024    | 978-4-09-143711-2 | 4 décembre 2024 | 978-2-302-10397-9 |
| 5  | 28 novembre 2024 | 978-4-09-149833-5 |                 |                   |

## Série dérivée
Un spin off comique intitulé Splatoon : Histoires poulpes (Splatoon イカすキッズ4コマフェス, Splatoon - Ikasu Kids 4koma Fes), dessiné par Hideki Goto, est publié entre 2017 et 2021 au Japon. La version française est publiée par Soleil depuis septembre 2020.

### Liste des volumes
| no | Japonais         | Japonais          | Français         | Français          |
| no | Date de sortie   | ISBN              | Date de sortie   | ISBN              |
| -- | ---------------- | ----------------- | ---------------- | ----------------- |
| 1  | 27 décembre 2017 | 978-4-09-14260-48 | 2 septembre 2020 | 978-2-30-208363-9 |
| 2  | 28 novembre 2018 | 978-4-09-14281-03 | 24 mars 2021     | 978-2-30-20919-17 |
| 3  | 28 mai 2019      | 978-4-09-14302-43 | 30 juin 2021     | 978-2-30-20929-69 |
| 4  | 28 avril 2020    | 978-4-09-14317-52 | 17 novembre 2021 | 978-2-30-20929-76 |
| 5  | 26 juin 2020     | 978-4-09-14320-01 | 9 mars 2022      | 978-2-30-20962-71 |
| 6  | 27 août 2021     | 978-4-09-14331-45 | 22 juin 2022     | 978-2-30-20974-21 |